# Zoğrafyon-Gymnasium
Das Zoğrafyon-Gymnasium (griechisch Ζωγράφειον Λύκειον, türkisch Özel Zoğrafyon Rum Lisesi) ist ein privates griechischsprachiges Gymnasium in Istanbul. Die Schule befindet sich im Stadtzentrum im Bezirk Beyoğlu und liegt nahe dem Taksim-Platz.

## Geschichte

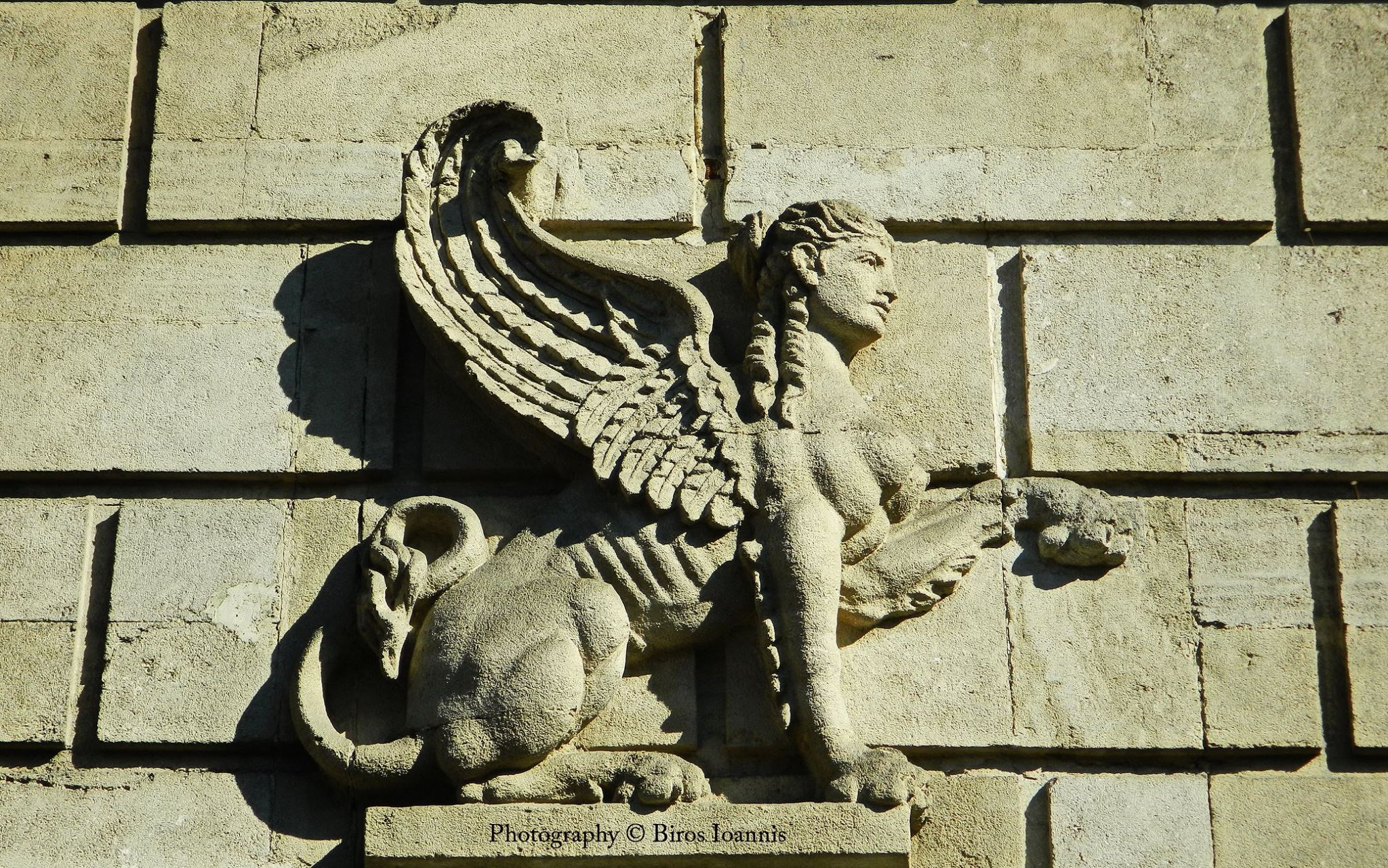
Gründerzeitstuckelement auf dem Gebäude

Vorgängerin des Gymnasiums war eine Schule namens Fermeneciler Okulu. Diese wurde beim großen Brand 1831 vollständig zerstört. Der Unterricht fand danach provisorisch im Hof der Eisodion-Kirche statt. Ein weiteres Provisorium wurde 1835 bezogen. Im Jahr 1846 wurde der Schulbetrieb erneut verlagert. Die Schule erhielt den Namen Eisodion Cemaat Okulu („Schule der Eisodion-Gemeinde“). Gegen Ende des Jahrhunderts machte die zunehmende Baufälligkeit einen weiteren Wechsel erforderlich. Die Gemeinde entschied sich dafür, eine neue Schule zu bauen. Spenden wurden von verschiedenen Personen gesammelt. Christakis Zografos, der zu dieser Zeit in Paris lebte, gab die größte Einzelspende, mehr als 10.000 Gold-Lira. Im Jahre 1890 entschied sich die griechische Gemeinde, das Gymnasium nach Zografos zu benennen. Ein Architekturwettbewerb wurde abgehalten, den der Entwurf von Periklis Fotiadis gewann. Das Gymnasium wurde im Jahre 1893 wieder eingeweiht, und seine ersten Schüler machten 1899 ihren Abschluss.

## Das Gymnasium
In den ersten Jahren hatte die Schule immer über 250 Schüler. Vor dem Pogrom von Istanbul 1955 gegen die griechische Minderheit stand die Schülerzahl bei über 350. Viele Künstler, Architekten, Politiker und Theologen der griechischen Diaspora gingen hier zur Schule, darunter auch Patriarch Bartholomäus I. von Konstantinopel. Heute hat die Schule nicht mehr als 45 Schüler und weniger als 20 Lehrer. Aufgrund der Gesetze wendet die Schule zusätzlich zu den griechischen Fächern (Griechische Sprache, Literatur und Religion) wie alle Schulen den türkischen Lehrplan an.

## Ehemalige Schüler
- Aleksandros Hacopulos (1911–1980), Politiker
- Fedon Kalyoncu (* 1946), Musiker